# Rodd vid olympiska sommarspelen 1932
Rodd vid olympiska sommarspelen 1932 avgjordes i Los Angeles, USA.

## Medaljörer
| Event                         | Guld | Silver | Brons |
| Singelsculler Detaljer...     | Henry "Bobby" Pearce (AUS) | William Miller (USA) | Guillermo Douglas (URU) |
| Dubbelsculler Detaljer...     | Kenneth Myers och William Gilmore (USA)                                                                                           | Herbert Buhtz och Gerhard Boetzelen (GER) | Charles Edward Pratt och Noel de Mille (CAN)                                                                                           |
| Tvåa utan styrman Detaljer... | Lewis Clive och Hugh Edwards (GBR)                                                                                                | Cyril Stiles och Fred Thompson (NZL) | Henryk Budziński och Jan Krenz-Mikołajczak (POL)                                                                                       |
| Tvåa med styrman Detaljer...  | USA Joseph Schauers Charles Kieffer Edward Jennings                                                                               | Polen Jerzy Braun Janusz Ślązak Jerzy Skolimowski                                                                                                   | Frankrike Anselme Brusa André Giriat Pierre Brunet                                                                                     |
| Fyra utan styrman Detaljer... | Storbritannien John Badcock Hugh Edwards Jack Beresford Rowland George                                                            | Tyskland Karl Aletter Ernst Gaber Walter Flinsch Hans Maier                                                                                         | Italien Antonio Ghiardello Francesco Cossu Giliante D'Este Antonio Garzoni Provenzani                                                  |
| Fyra med styrman Detaljer...  | Tyskland Hans Eller Horst Hoeck Walter Meyer Joachim Spremberg Carlheinz Neumann                                                  | Italien Bruno Vattovaz Giovanni Plazzer Riccardo Divora Bruno Parovel Giovanni Scher                                                                | Polen Jerzy Braun Janusz Ślązak Stanisław Urban Edward Kobyliński Jerzy Skolimowski                                                    |
| Åtta med styrman Detaljer...  | USA Edwin Salisbury James Blair Duncan Gregg David Dunlap Burton Jastram Charles Chandler Harold Tower Winslow Hall Norris Graham | Italien Vittorio Cioni Mario Balleri Renato Bracci Dino Barsotti Roberto Vestrini Guglielmo Del Bimbo Enrico Garzelli Renato Barbieri Cesare Milani | Kanada Earl Eastwood Joseph Harris Stanley Stanyar Harry Fry Cedric Liddell William Thoburn Donald Boal Albert Taylor George MacDonald |

## Medaljtabell
| Pl. | Nation         | Guld | Silver | Brons | Totalt |
| --- | -------------- | ---- | ------ | ----- | ------ |
| 1   | USA            | 3    | 1      | 0     | 4      |
| 2   | Storbritannien | 2    | 0      | 0     | 2      |
| 3   | Tyskland       | 1    | 2      | 0     | 3      |
| 4   | Australien     | 1    | 0      | 0     | 1      |
| 5   | Italien        | 0    | 2      | 1     | 3      |
| 6   | Polen          | 0    | 1      | 2     | 3      |
| 7   | Nya Zeeland    | 0    | 1      | 0     | 1      |
| 8   | Kanada         | 0    | 0      | 2     | 2      |
| 9   | Uruguay        | 0    | 0      | 1     | 1      |
| 9   | Frankrike      | 0    | 0      | 1     | 1      |

## Deltagande länder
- Australien (1)
- Brasilien (18)
- Kanada (16)
- Frankrike (5)
- Tyskland (16)
- Storbritannien (15)
- Italien (20)
- Japan (14)
- Nederländerna (2)
- Nya Zeeland (11)
- Polen (8)
- USA (26)
- Uruguay (1)